# George P. Shultz
George P. Shultz (anglès: George Pratt Shultz)  (Nova York, 13 de desembre de 1920 - Stanford, 6 de febrer de 2021) fou un economista, empresari i polític nord-americà. Va ser Secretari del Treball entre 1969 i 1970, Secretari del Tresor entre 1972 i 1974 i Secretari d'Estat entre 1982 i 1989. Abans de l'entrada en política fou professor d'economia al Massachusetts Institute of Technology i a la Universitat de Chicago, en aquesta darrera va ser el degà de la Facultat d'Economia entre 1962 i 1969. Entre 1974 i 1982 fou un executiu a Bechtel. Va formar part de la Hoover Institution de la Universitat Stanford.

## Família i educació
George Shultz va néixer a Nova York i era fill de Margaret Lennox (Pratt de soltera) i Birl Earl Shultz. Contràriament al que es creu no era membre de la família Pratt associate a John D. Rockefeller i l'Standard Oil Trust. Va créixer a Englewood, Nova Jersey.
El 1938 es va graduar a la Loomis Chafee School de Windsor. Va obtenir el títol de grau en economia a la Universitat de Princeton amb una tesi de llicenciatura sobre afers públics i internacionals. La tesi major fou examinada per la Tennessee Valley Authority el 1942 i anava sobre les efectes de l'agricultura en l'àmbit local.
Entre 1942 i 1945 va servir en el cos de Marines com a oficial artiller, va arribar al rang de capità. Fou membre de la 81a Divisió d'Infanteria i va participar en la batalla d'Angau o Batalla de Peleliu
Finalment, el 1949, va obtenir defensar la seva tesi doctoral sobre indústria i economia al Massachusetts Institute of Technology.

## Professor universitari
Va ensenyar tang al Departament d'economia del MIT i a la Sloan School of Management també del MIT entre 1948 i 1957, excepte un petit període de 1955 quan va servir com a conseller econòmic del president Dwight Eisenhower. El 1957 es va traslladar a la Universitat de Chicago on fou professor de relacions industrials. Més yard fou nomenat degà de la facultat d'economia. A Chicago fou influenciat pels premi Nobel Milton Friedman i George Stigler, que li van reforçar la idea del mercat lliure. En el seu mandat va fer créixer els estudiants afroamericans en els programes MBA.

## Administració Nixon
Sota el mandat del president Richard Nixon va exercir tres càrrecs: secretari del Treball entre 1969 i 1970, després va passar a l'oficina econòmica per acabar com a secretari del Tresor entre 1972 i 1974. Després d'aquest primer pas per la política va anar a l'empresa privada, concretament al Grup Bechtel, de la qual va arribar a ser president i director.

## Administració Reagan
El 16 de juliol de 1982 fou cridat pel president Ronadl Reagan per tal d'ocupar el càrrec de 60è secretari d'Estat en lloc d'Alexander Haig, que havia estat reasignat. Shultz exercir aquest càrrec durant sis anys i mig, el mandat més llarg des de Dean Rusk.
Shultz es va basar en el servei diplomàtic dels Estats Units per formular i implementar la política exterior de l'administració Reagan. L'estiu de 1985, Shultz havia seleccionat personalment els seus col·laboradors a través de la vàlua professional i de carrera política. El servei exterior va donar total suport al secretari i el van convertir en el més popular des de Dean Acheson i juntament amb Acheson i George Marshall,un dels secretaris d'Estat més admirats del segle xx. L'èxit de Shultz va venir donar pel respecte del seu equip, de la institució, així com la forta relació que van tenir amb Reagan, amb el qual confiava plenament.

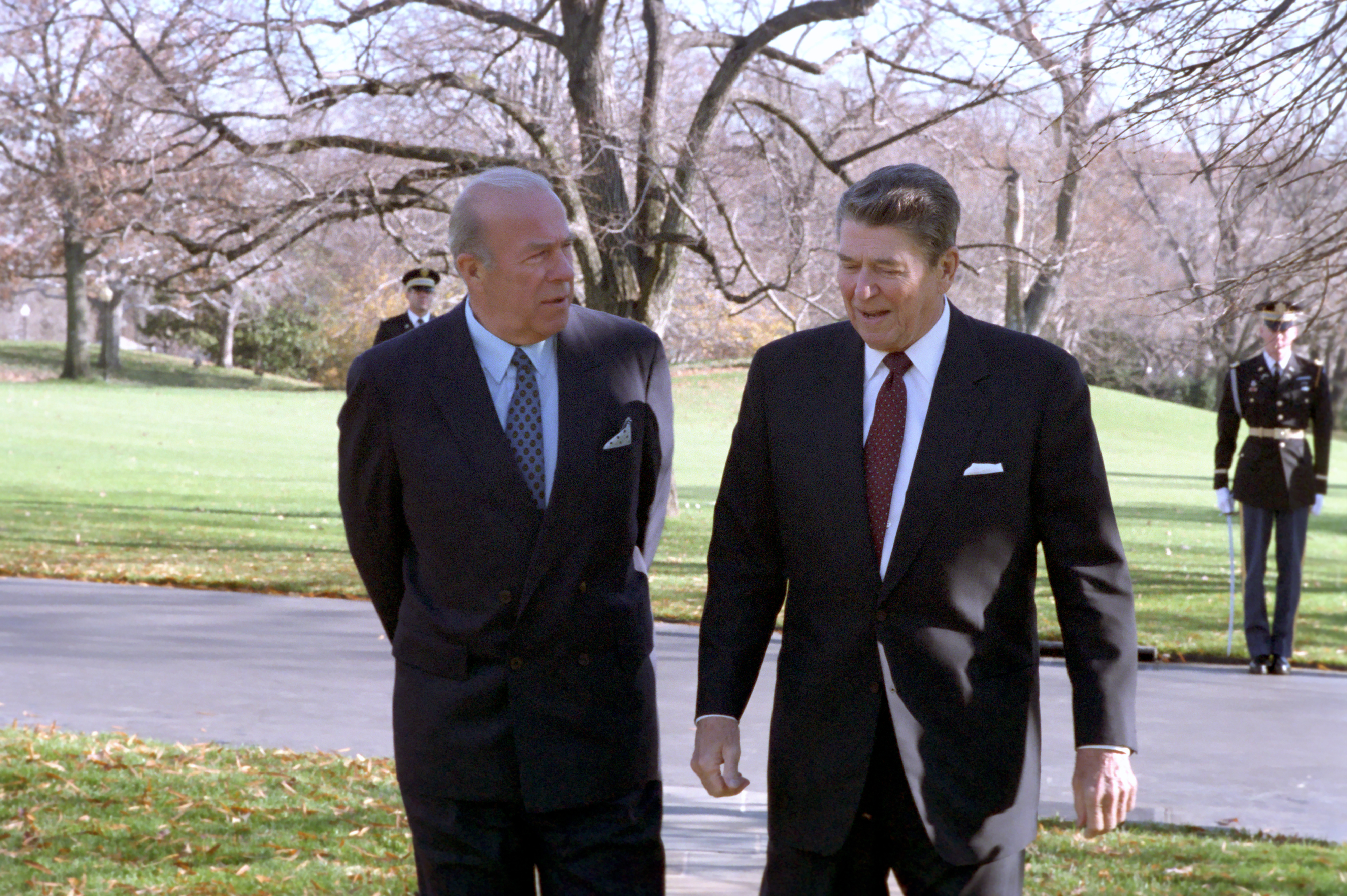
Shultz amb el president Reagan fora del despatx Oval, desembre de 1986

### Relacions amb la Xina
Shultz va rebre en herència del seu predecessor negociacions entre la Xina i Taiwan. Segons els termes del tractat de relació amb Taiwan, els Estats Units estaven obligats a assistir en defensa d'aquest país, cosa que també incloïa la venda d'armament. L'administració va debatre sobre la venda d'avions militars, cosa que es va convertir en una crisi en les relacions amb la Xina, que es va alleujar l'agost de 1982. Després de diversos mesos de negociació, els Estats Units i la Xina van arribar a diversos acords sobre Taiwan entre els quals hi havia el límit en la venda d'armes per part americana, així com la búsqueda d'una solució pacífica al conflicte, per part xinesa.

### Relacions amb Europa i la Unió Soviètica
A l'estiu de 1982, les relacions entre Washington i Moscou i també amb les capitals clau d'Europa Occidental es van tensar. Com a resposta de la imposició de la llei marcial a Polònia el desembre anterior, l'administració Reagan va imposar sancions a l'oleoducte entre la República Federal Alemanya i la Unió Soviètica. Els líders europeus van protestar enèrgicament perquè aquestes sancions danyeven els seus interessos i en canvi no als dels Estats Units, que podien continuar amb la venda de gra als soviètics. Shultz va resoldre aquest problema el desembre de 1982 quan els Estats Units van estar d'acord a suspendre les sancions contra l'oleoducte i els europeus van acordar ser més estrictes en el control del comerç amb els soviètics.
Més controvertit fou la decisió dels ministres de l'OTAN de 1979 i que establia que si la Unió Soviètica refusava moure els seus SS-20 de mitjà abast en quatre anys, els aliats haurien de desplegar una força compensatòria de míssils Pershing II a l'Europa Occidental. Quan es van iniciar les negociacions per desplegar aquesta força, es van iniciar també les protestes a Europa i els Estats Units contra l'armament nuclear. Shultz i altres líders occidentals van treballar intensament per mantenir unida l'aliança, així com dur a terme el desplegament el novembre de 1983. Amb tot, Shultz i Reagan van tenir clar que calia dialogar amb els soviètics
Quan Mikhail Gorbachev va arribar al poder de la Unió Soviètica el 1985, Shultz va advocar per un diàleg personal entre els dos líders. Aquesta relació va donar els seus fruits el desembre de 1987, quan els dos líders van signar el Tractat INF, que eliminava una classe sencera de míssils d'Europa, fou una fita clau en la història de la Guerra Freda. Encara que Gorbachev va prendre la iniciativa en les negociacions, Reagan estava molt més ben preparat gràcies al paper que va dur a terme el Departament d'Estat.

### L'Orient Mitjà
Com a resposta a l'esclat de la Guerra Civil Libanesa, Reagan va enviar un contingent de Marines per tal de protegir els camps de refugiats palestins i donar suport al govern libanès. El 1983 el campament de Marines fou atacat amb dos camions bomba i van morir 241 soldats, donant per finalitzada aquesta missió. Shultz va negociar un acord entre Israel i el Líban, aconseguint que Israel iniciés una retirada parcial de les seves tropes el gener de 1985 malgrat la violació libanesa de l'acord.
Durant la Primera intifada, Shultz va proposar una convenció internacional a l'abril de 1988 per tal de dotar d'autonomia Gaza i Cisjordània, que s'havia d'implementar a l'octubre d'aquell mateix any i amb un període de proves de tres anys. Cap al desembre de 1988, després de sis mesos de negociacions, Shultz va establir un diàleg diplomàtic amb l'Organització per a l'Alliberament de Palestina, que va ser continuat pel següent govern estatunidenc.

### Amèrica llatina
Shultz s'oposava a la política d'armes per ostatges que portà amb el temps a l'afer Irangate. Ara bé, també estava completament en contra del govern sandinista de Nicaragua i es va oposar a qualsevol negociació amb el govern de Daniel Ortega amb aquestes paraules: "Negotiations are a euphemism for capitulation if the shadow of power is not cast across the bargaining table." (Les negociacions són un eufemisme per capitulació si l'ombra del poder no està a sobre de la taula de la negociació).

## Darrers anys

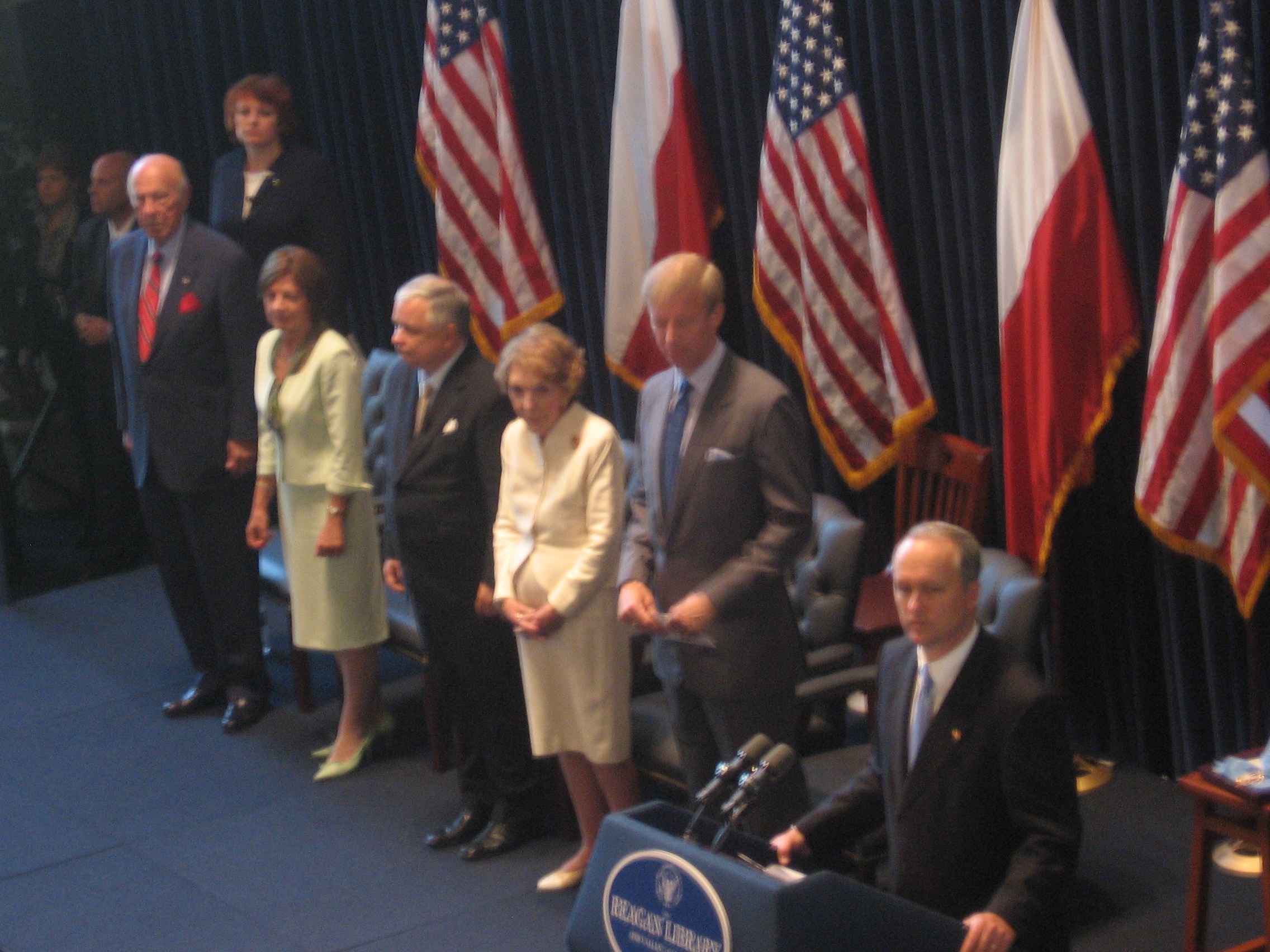
Shultz l'últim a l'esquerra a la Biblioteca Presidencial Ronald Reagan el 17 de juliol de 2007, durant una visita del president de Polònia, Lech Kaczyński i esposa, amb Nancy Reagan, situada al centre

George Shultz va deixar el càrrec el 20 de gener de 1989, però va continuar com a estrateg del Partit Republicà i es va convertir en conseller de la campanya de George W. Bush de l'any 2000, com a membre del grup més dur, juntament amb Dick Cheney, Paul Wolfowitz i Condoleezza Rice.
Després de deixar el càrrec el 1989, Shultz va esdevenir el primer republicà que va demanar la legalització de les drogues, perquè creia que la guerra de la guerra contra les drogues causa més morts i dany que l'abús d'aquestes i va signar un manifest el 8 de juny de 1998 al New York Times en aquest sentit.
L'abril del 1998, Shultz va reunir-se amb diveros republicans per avaluar els candidats a les presidencials del 2000. Entre aquests hi havia George W. Bush, Michael Boskin, John Taylor i Condoleezza Rice, al final del procés es va veure que Bush fill era le millor candidat i Shultz va encoratjar-lo a entrar a la cursa.
També va defensar la fi de l'embargament a Cuba, ja que creia que el lliure mercat podria fer caure més ràpid el règim de Fidel Castro.
L'agost de 2003, va ser nomentat, juntament amb Warren Buffett, com a codirector del Consell de Recuperació Econòmica, un grup de suport per a la campanya d'Arnold Schwarzenegger com a governador de Califòrnia. El 5 de gener de 2006 va participar en una reunió amb antics secretaris de defensa i d'estat a la Casa Blanca, per discutir la política exterior de l'administració Bush. El 2008, encara, va escriure una opinió al Wall Strett Journal, juntament amb William Perry, Henry Kissinger i Sam Nunn per a un món lliure d'armes nuclears.
Actualment Shultz és director del Consell Assessor Internacional de JPMorgan Chase i director honorari de l'Institute for International Economics. També és membre de la Hoover Institution i la Universitat Stanford, la Washington Institute for Near East Policy (WINEP) i moltes altres entitats.

## Família
Durant el servei al cos de Marines a Hawaii, Shultz va conèixer la tinent infermera Helena Maria "Obie" O'Brien (1915-1995) amb qui es va casar el 16 de febrer de 1946 i van tenir cinc fills (Margaret Ann, Kathleen Pratt Shultz Jorgensen, Edward Milton, Barbara Lennox Shultz White, Alexander George). E 1997, després de la mort d'Helna, es va casar amb Charlotte Mailliard Swig, membre de l'alta societat de San Francisco, en el que fou un casament ben sonat. La parella va residir en aquesta ciutat.